# Nouveau (géographie)
Pour les articles homonymes, voir Nouveau.
Certains toponymes contiennent l'adjectif Nouveau (ou Nouvelle ou encore New en anglais), souvent pour rendre hommage à l'endroit d'où proviennent les premiers colons.
L'adjectif Nouveau ou Nouvelle est toujours attaché au nom par un tiret, contrairement à l'adjectif New.

## Exemples
| Nom du toponyme        | Description                                    | Toponyme d'origine | Description                                |
| ---------------------- | ---------------------------------------------- | ------------------ | ------------------------------------------ |
| New Hampshire          | État des États-Unis                            | Hampshire          | comté d'Angleterre                         |
| New Jersey             | État des États-Unis                            | Jersey             | île des îles Anglo-Normandes               |
| New York               | ville des États-Unis                           | York               | ville d'Angleterre                         |
| Nouveau-Brunswick      | province du Canada                             | Brunswick          | ville d'Allemagne                          |
| Nouveau-Mexique        | État des États-Unis                            | Mexique            | pays d'Amérique du Nord                    |
| Nouvelle-Amsterdam     | ancien nom de New York                         | Amsterdam          | ville des Pays-Bas                         |
| Nouvelle-Angleterre    | région des États-Unis                          | Angleterre         | pays du Royaume-Uni                        |
| Nouvelle-Calédonie     | archipel d'Océanie                             | Calédonie          | ancien nom de l'Écosse                     |
| Nouvelle-Écosse        | province du Canada                             | Écosse             | pays du Royaume-Uni (Europe)               |
| Nouvelle-Espagne       | ancienne colonie espagnole en Amérique du Nord | Espagne            | pays d'Europe                              |
| Nouvelle-France        | ancienne colonie française en Amérique du Nord | France             | pays d'Europe                              |
| Nouvelle-Galles du Sud | Etat d'Australie                               | Galles-du-Sud      | région du Royaume-Uni (Europe)             |
| Nouvelle-Guinée        | île d'Océanie                                  | Guinée             | pays d'Afrique                             |
| Nouvelle-Irlande       | île d'Océanie                                  | Irlande            | pays du Royaume-Uni (au moment du baptême) |
| Nouvelle-Zélande       | pays d'Océanie                                 | Zélande            | province des Pays-Bas                      |